# DAF 44
O DAF 44 era um veículo de passeio produzido pela empresa holandesa DAF (sigla de Van Doorne's Automobiel Fabriek), projetado pelo designer italiano Giovanni Michelottique, que, seguindo o padrão dos carros de passeio da marca, também tinha transmissão continuamente variável (Câmbio CVT) por meio do inovador Sistema Variomatic.
Nos aspectos mecânicos, o DAF 44 era semelhante ao DAF 33, mas era superior, pois tinha um motor mais robusto (844 cc) que dava mais potência ao veículo (40 CV contra 32 CV do DAF 33), e permitia que o veículo de 725 kg alcansasse uma velocidade máxima de 123 km/h. Além disso suas medidas eram superiores às do DAF 33: mais 20 cm de distância entre eixos, mais em 24 cm de comprimento tatal e mais 10 cm de largura.
Estava disponível nas versões sedan (luxo e standard) e perua, na qual os bancos traseiros poderiam ser rebatidos. Além disso oferecia um item de segurança não muito comum na época: o cinto de segurança.
Entre 1966 e 1974 foram fabricadas 167.902 unidades. Foi sucedido pelo DAF 46.

## Versão Kalmar KVD 440
O Kalmar KVD 440, fabricado pela empresa sueca chamada Kalmar Verkstad em parceria com a DAF, também pode ser considerado como uma versão do DAF 44, pois tinha a mesma mecânica e o mesmo chassis, mas tinha uma carroceria especialmente desenvolvida para atender a uma demanda do correio sueco.
A escolha pela parceria com a DAF decorre da opção em construir um veículo com transmissão continuamente variável (Câmbio CVT), e, naquela época o melhor sistema disponível era o Variomatic.
Essa versão:
- Pesava 1.330 Kg e tinha uma carga adicional de 450 Kg, o que reduzia sua velocidade máxima para 100 Km/h;
- Só tinha o assento do motorista (nos primeiros exemplares fabricados para entrega ao correio sueco);
- Tinha uma porta de correr do lado oposto ao do motorista que dava acesso a uma área de carga para as encomendas;
- Tinha uma porta traseira dividida horizontalmente, de modo que a parte superior era aberta para cima e a parte inferior era aberta para baixo, o que permitia carregar volumes maiores com uma dessas portas trafegando aberta;
- Foi apelidada pelos suecos de "Tjörven";
- Teve suas primeiras unidades entregues ao correio sueco em 1968.[3]